# 니시다 시즈카
니시다 시즈카(西田静香, 1988년 3월 6일 - )는 일본의 가수이다. 나카시마 아미랑 같은 오사카 출신이자 같은 댄스스쿨 캬레스(キャレス) 출신이다. 현재는 EXILE멤버:우사미 요시히로(퍼포머)와TETSUYA(퍼포머)와함께 DANCE EARTH PARTY의 멤버이다. 소속 사무소는 LDH.